# Onderscheiding van Prinses Nathalie
De Onderscheiding van Prinses Nathalie, voorganger van de in 1868 gestichte Onderscheiding van Koningin Nathalie werd door haar echtgenoot, de Servische Vorst en latere koning Milan IV Obrenović op 27 mei 1878 (11 juni 1878 in de orthodoxe tijdrekening) ingesteld. Deze onderscheiding was bestemd voor de vrouwen die de gewonden van de Servisch-Turkse Oorlog van dat jaar hebben verpleegd en werd door Nathalie van Servië uitgereikt.
Er zijn twee uitvoeringen van de onderscheiding bekend; met een cyrillische "N", die op de Latijnse "H" lijkt en met een "N". Die laatste versie is voor West-Europese dames bestemd geweest.
De medaille werd in gouden en zilveren uitvoeringen toegekend.

## Het kleinood
Men kan beter over een medaillon dan over een medaille spreken. Deze beide medailles zijn immers een opengewerkt cartouche met op de ring in letters uit het cyrillisch schrift en in Servische taal de woorden die men als "VOOR DE VERPLEGING VAN GEWONDEN EN ZIEKEN GEDURENDE DE OORLOG" kan vertalen. Om de ring is een lauwerkrans gebonden en als verhoging dient een vorstenkroon als in de Orde van het Takowo-Kruis.

De ring heeft de vorm van een lint dat in een strik eindigt. Op de strik is een schild met het Servische wapen, de dubbele adelaar, gelegd.
Het lint is blauw-wit-rood, de kleuren van de Servische vlag, en opgemaakt tot een platte strik. De uiteinden van het 27 millimeter brede lint werden van inkepingen voorzien. Men droeg de onderscheiding op de linkerschouder.

## Voetnoten
1. ↑  Er zijn medailles met de beugelkroon als verhoging bekend.

Orde van de Heilige Prins Lazarus · Orde van de Ster van Karageorge · Orde van Milos de Grote · Orde van de Witte Adelaar · Orde van het Kruis van Takawo · Orde van Sint-Sava · Orde van de Joegoslavische Kroon · Onderscheiding van Prinses Nathalie · Onderscheiding van Koningin Nathalie
Zie ook: Ridderorden in Servië · Ridderorden in Joegoslavië